# Équipe de Tunisie de volley-ball en 1991
L'équipe de Tunisie de volley-ball se contente de la troisième place au championnat d'Afrique organisé au Caire mais se qualifie à la coupe du monde organisée au Japon. Quelques jours plus tard, elle glane une médaille de bronze aux Jeux africains sur le même parquet. À la suite de ce revers, le sélectionneur Hassine Belkhouja remplace le Polonais Hubert Wagner. Un mois après ses deux échecs continentaux, l'équipe réalise sa meilleure performance à la coupe du monde en se classant huitième avec un bilan de quatre victoires et autant de défaites.

## Matchs
| Date              | Lieu      | Adversaire | Score                             | Durée | Compétition | Meilleur marqueur | Référence |
| septembre 1991    | Le Caire  |            |                                   | -     | CHAN        | -                 |           |
| octobre 1991      | Le Caire  | Algérie    | ?-3                               | -     | JA          | -                 |           |
| octobre 1991      | Le Caire  | Nigeria    | 3-?                               | -     | JA          | -                 |           |
| 22 novembre 1991  | Osaka     | URSS       | 0-3 (4-15 7-15 5-15)              | -     | CMPT        | -                 |           |
| 23 novembre 1991  | Osaka     | Mexique    | 3-1 (12-15 15-7 15-12 16-14)      | -     | CMPT        | -                 |           |
| 24 novembre 1991  | Osaka     | Chili      | 3-0 (15-11 15-9 15-8)             | -     | CMPT        | -                 |           |
| 26 novembre 1991  | Hiroshima | Japon      | 0-3 (2-15 4-15 9-15)              | -     | CMPT        | -                 |           |
| 27 novembre 1991  | Hiroshima | États-Unis | 1-3 (1-15 3-15 15-13 13-15)       | -     | CMPT        | -                 |           |
| 29 novembre 1991  | Tokyo     | Iran       | 3-1 (15-9 15-7 14-16 15-7)        | -     | CMMdc       | -                 |           |
| 30 novembre 1991  | Tokyo     | Algérie    | 3-2 (15-13 15-13 9-15 8-15 15-10) | -     | CMMdc       | -                 |           |
| 1er décembre 1991 | Tokyo     | Allemagne  | 0-3 (5-15 7-15 6-15)              | -     | CMMdc       | -                 |           |

CHAN : match du championnat d'Afrique 1991 ;
JA : match des Jeux africains 1991 ;
CM: match de la coupe du monde 1991.
PT Premier tour
Mdc Match de classement (7 à 12)

## Sélections
Sélection pour le championnat d'Afrique 1991
- Hedi Boussarsar, Rachid Boussarsar, Abdelaziz Ben Abdallah, Msaddek Lahmar, Riadh Ghandri, Abderrazak Ben Massoud, Chokri Bouzidi, Faycal Ben Amara, Hatem Sammoud, Makram Temimi, Fathi Gheriani, Tarek Aouni
- Entraîneur :  Hubert Wagner

Sélection pour la coupe du monde 1991
- Hedi Boussarsar, Rachid Boussarsar, Abdelrazak Raissi, Mourad Derouiche, Riadh Ghandri, Zakaria Chikhaoui, Chokri Bouzidi, Msadak Lahmar, Hatem Sammoud, Makram Temimi, Rached Ben Krid, Tarek Aouni
- Entraîneur :  Hassine Belkhouja